# Passo del Turchino
Le passo del Turchino est un col de montagne situé entre les villes de Masone et Mele dans la ville métropolitaine de Gênes, dans la région Ligurie en Italie. Elle est connue pour son apparition annuelle dans la classique cycliste Milan-San Remo, et occasionnellement dans d'autres courses.
Alors que dans les débuts de Milan-San Remo, le Turchino a contribué à décider le vainqueur de la course, il n'est maintenant pas considéré comme suffisamment sélectif pour créer des cassures dans un peloton.

## Histoire

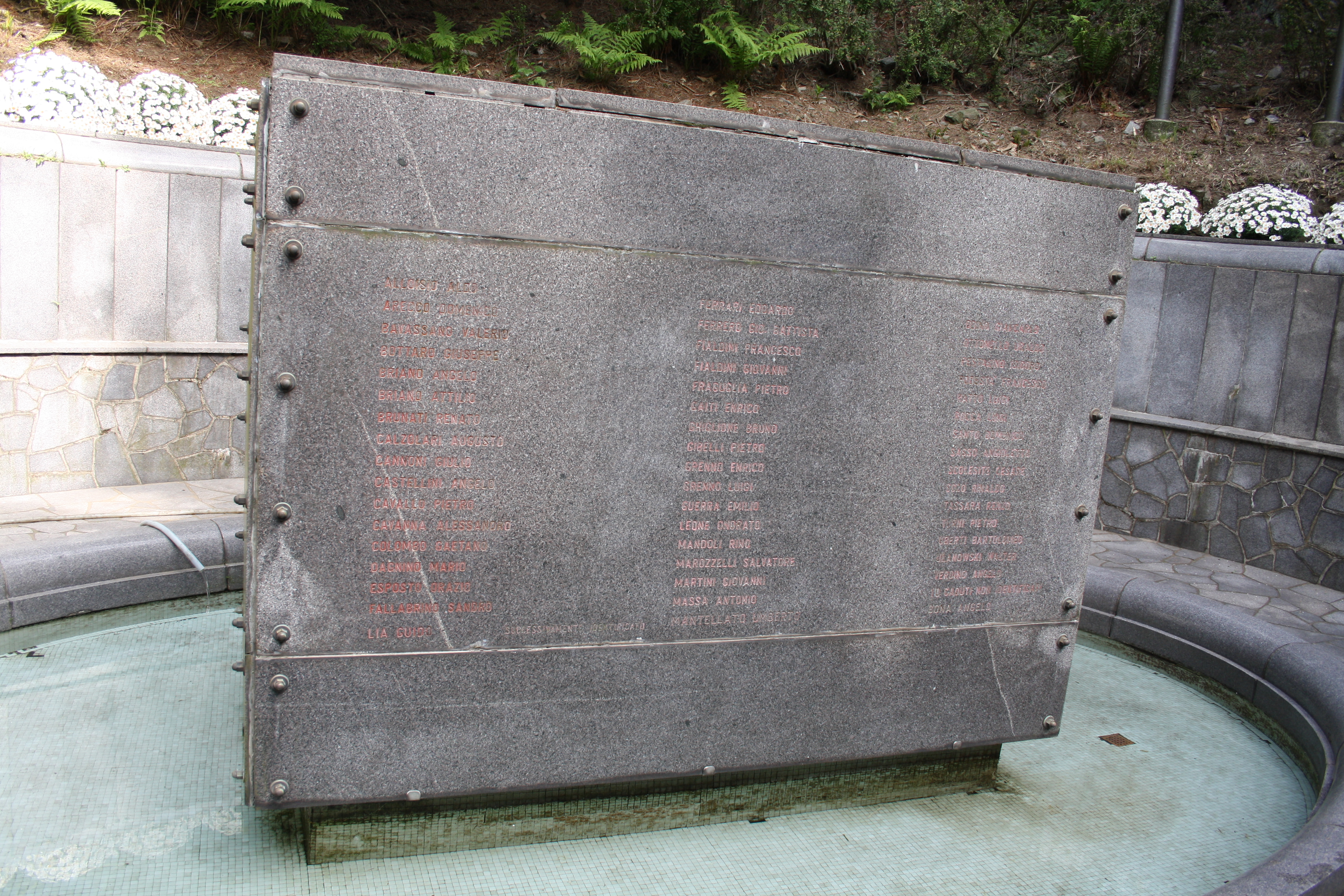
Mémorial sur le site du massacre.

Le 19 mai 1944, les Allemands massacrent 59 civils italiens lors d'une exécution de masse dans le village de Fontanafredda, sur les pentes du Bric Busa, à proximité du Passo del Turchino (massacre du Turchino (it)). Il s'agit de représailles à la suite de l'attaque d'un cinéma de Gênes par des résistants italiens (5 soldats allemands périssent).

## Cyclisme

### Profil de la montée
La montée est accessible par trois routes, celle à l'approche de Mele étant la plus courante. Bien que la montée de cette route comporte quelques portions atteignant 10 %, ces tronçons sont très brefs et la pente moyenne est de seulement 4 %. Le dénivelé total de la montée de cette route est de 546 mètres.
À partir de Voltri, la pente moyenne de la montée est légèrement supérieure à 4,5 %, mais il n'y a pas de sections supérieures à 7 %. Les 526 mètres de cette ascension sont ainsi réalisés avec un gradient plus régulier.
La route la plus simple jusqu'au Turchino commence à Ovada, et comprend des sections supérieures à 4 % seulement à la fin de la montée. La pente moyenne à partir de Ovada n'est que de 1,5 %, et le dénivelé est de 373 mètres.

### Passage dans Milan-San Remo
Le Passo del Turchino a été emprunté par Milan-San Remo chaque année, sauf en 2001 et 2002. À  l'origine, la montée était très sélective, pour 14 des 39 premières éditions de la course, l'homme en tête au Turchino a été le vainqueur de la course. En 1910, il y avait tellement de neige sur le Turchino que seulement quatre des 63 coureurs qui ont commencé la course l'ont terminée, et ceux qui y sont arrivés ont dû descendre et pousser leurs vélos à travers des grosses congères au col afin de basculer au-delà de celui-ci. Au cours des dernières années[évasif], l'ascension du col ne s'est pas révélée sélective.
Le Passo del Turchino a été aussi emprunté sur le Tour d'Italie en 2009, lorsque Stefano Garzelli a franchi son sommet en premier.